# بنفشه موصلی
بنفشه موصلی، بنفشه کوتاه‌ریشه (نام علمی: Viola pachyrrhiza) نام یک گونه از سرده بنفشه است. جنس یا سردهٔ بنفشه در ایران ۱۴ گونه گیاه علفی یکساله یا چند ساله دارد.